# Bibliographie sur Jeanne d'Arc
Pour un article plus général, voir Jeanne d'Arc.
En 2017, l'historien Franck Collard décompte plus de 13 500 publications consacrées à Jeanne d'Arc au cours de l'histoire. La liste présentée ici est donc non exhaustive.

### Répertoires bibliographiques
- [1894] Pierre Lanéry d'Arc, Le Livre d'or de Jeanne d'Arc : bibliographie raisonnée et analytique des ouvrages relatifs à Jeanne d'Arc, catalogue méthodique, descriptif et critique des principales études historiques, littéraires et artistiques, consacrées à la Pucelle d'Orléans, depuis le XVe siècle jusqu'à nos jours, Paris, Librairie Techener, Henri Leclerc et Cornuau, 1894, XXVIII-1007 p. (présentation en ligne, lire en ligne).
- [1990] (en) Nadia Margolis, Joan of Arc in history, literature and film : a select, annotated bibliography, New York / Londres, Garland, coll. « Garland reference library of the humanities » (no 1224), 1990, XVII-406 p. (ISBN 0-8240-4638-2).
- [2011] Françoise Michaud-Fréjaville, « Bibliographie critique autour de Jeanne d'Arc », Bulletin de la Société archéologique et historique de l'Orléanais, t. 13, no 165,‎ 2011, p. 159-162 (ISSN 0337-579X).

### Sources primaires imprimées

#### Chroniques médiévales
- [1724] Martial d'Auvergne, Les Vigiles de la mort de Charles VII, vol. 2, Paris, imp. A.-U. Coustelier, 1724, in-8o (BNF 30893111).
- [1858] Jean Chartier, Chronique de Charles VII, roi de France : nouvelle édition, revue sur les manuscrits, suivie de divers fragments inédits, publiée avec notes, notices et éclaircissements par Vallet de Viriville, t. I, Paris, Pierre Jannet, 1858, 271 p. (lire en ligne).
- [1858] Jean Chartier, Chronique de Charles VII, roi de France : nouvelle édition, revue sur les manuscrits, suivie de divers fragments inédits, publiée avec notes, notices et éclaircissements par Vallet de Viriville, t. II, Paris, Pierre Jannet, 1858, IV-346 p. (lire en ligne).
- [1859]  Guillaume Cousinot de Montreuil, Chronique de la Pucelle ou Chronique de Cousinot, Paris, Vallet de Viréville, 1859.
- [1862]  d'Enguerrand de Monstrelet, Mystère du siège d'Orléans, Paris, Guessard et de Cortain, 1862.
- [1895]  Mme de Witt, née Guizot (texte abrégé, coordonné et établi), Jeanne d'Arc et la Guerre de Cent Ans : D'après les chroniqueurs, de Froissart à Monstrelet, (Paris, Hachette, 1895)[2].

#### Procès
- [1817]  Philippe-Alexandre Le Brun de Charmettes, Histoire de Jeanne d'Arc, surnommée la Pucelle d'Orléans, tirée de ses propres déclarations, de cent quarante-quatre dépositions de témoins oculaires, et des manuscrits de la bibliothèque du Roi et de la Tour de Londres, Paris, Arthus Bertrand, 1817, VI-492 p. (lire en ligne).
- [1841]  Jules Quicherat, Procès de réhabilitation et de condamnation de Jeanne d'Arc dite la Pucelle, texte latin, 5 vol., (Paris, 1841-1849[3],[4],[5]).
- [1868]  Ernest O'Reilly, Les deux procès de condamnation, les enquêtes et la sentence de réhabilitation de Jeanne d'Arc mis pour la première fois intégralement en français d'après les textes latins originaux officiels, avec notes, notices, éclaircissements divers, documents et introduction, 2 vol. (Paris, 1868 - réédité en 1953-1954, cf. infra).
- [1884]  Joseph Fabre, Procès de condamnation de Jeanne d'Arc d'après les textes authentiques des procès-verbaux officiels, de Paris, 1884.
- [1888]  Joseph Fabre, Procès de réhabilitation de Jeanne d'Arc, raconté et traduit d'après les textes latins officiels, de Paris, 1888.

- [1920]  Pierre Champion, Le Procès de condamnation, texte latin et traduction, 2 vol., de Paris, 1920.
- [1952]  Père Doncœur, La Minute française des interrogatoires de Jeanne la Pucelle, Librairie d'Argences, Melun, 1952.
- [1953]  Raymond Oursel (traduction, présentation et annotations), R.P. Michel Riquet S.J. (préface), Le Procès de condamnation de Jeanne d'Arc, Club du meilleur livre, 1953-1954.
- [1958]  P. Doncœur, P. Tisset, P. Marot (contenant notamment des études de), Mémorial du Ve centenaire de la réhabilitation de Jeanne d'Arc, 1456-1956 Paris, 1958.
- [1959]  Raymond Oursel, Le Procès de condamnation et le procès de réhabilitation de Jeanne d'Arc, Denoël, 1959.
- [1960] Pierre Tisset ( éd.) et Yvonne Lanhers ( éd.), Procès de condamnation de Jeanne d'Arc, t. I : Texte, Paris, C. Klincksieck (Société de l'histoire de France), 1960, XXXII-446 p. (présentation en ligne), [présentation en ligne], [présentation en ligne].
- [1970] Pierre Tisset ( éd.) et Yvonne Lanhers ( éd.), Procès de condamnation de Jeanne d'Arc, t. II : Traduction et notes, Paris, C. Klincksieck (Société de l'histoire de France), 1970, XXIV-435 p..
- [1971] Pierre Tisset ( éd.) et Yvonne Lanhers ( éd.), Procès de condamnation de Jeanne d'Arc, t. III : Introduction. Index des matières, des noms de personne et de lieu, Paris, C. Klincksieck (Société de l'histoire de France), 1971, IV-349 p..
- [1973]  Georges et Andrée Duby, Les procès de Jeanne d'Arc, 1973.
- [1977] Pierre Duparc ( éd.), Procès en nullité de la condamnation de Jeanne d'Arc, t. I : Texte, Paris, C. Klincksieck (Société de l'histoire de France), 1977, XXIII-525 p. (ISBN 2-252-02014-8).
- [1979] (la) Pierre Duparc ( éd.) (trad. du latin), Procès en nullité de la condamnation de Jeanne d'Arc, t. II : Texte, Paris, C. Klincksieck (Société de l'histoire de France), 1979, 612 p. (ISBN 2-252-02152-7).
- [1983] Pierre Duparc ( éd.) (trad. du latin), Procès en nullité de la condamnation de Jeanne d'Arc, t. III : Traduction, Paris, C. Klincksieck (Société de l'histoire de France), 1983, X-302 p. (ISBN 2-252-02418-6).
- [1986] Pierre Duparc ( éd.), Procès en nullité de la condamnation de Jeanne d'Arc, t. IV : Traduction, Paris, C. Klincksieck (Société de l'histoire de France), 1986, 238 p. (ISBN 2-252-02508-5).
- [1988] Pierre Duparc ( éd.), Procès en nullité de la condamnation de Jeanne d'Arc, t. V : Étude juridique des procès, contribution à la biographie de Jeanne d'Arc, Paris, C. Klincksieck (Société de l'histoire de France), 1988, XX-310 p. (ISBN 2-252-02508-5).
- [2016]  Jacques Trémolet de Villers, Jeanne d'Arc, le procès de Rouen, 21 février - 30 mai 1431, Les Belles Lettres, 2016

#### Traités
- [2012]  Jacques Gélu, De la venue de Jeanne, un traité scolastique en faveur de Jeanne d'Arc, éd. Olivier Hanne, Aix-en-Provence, Presses universitaires de Provence, 2012.

### Travaux historiques ou vulgarisations rédigées par des historiens
Parutions du XIXe siècle :
- [1850] Jules Quicherat, Aperçus nouveaux sur l'histoire de Jeanne d'Arc, Paris, Jules Renouard, 1850, II-168 p. (lire en ligne).
- [1853] Jules Michelet (préf. Émile Bourgeois), Jeanne d'Arc, Paris, L. Hachette (réimpr. 1888…) (1re éd. 1853), XXXII-191 p., 18 cm (OCLC 300054411, BNF 33998632, SUDOC 102765634, lire en ligne).
- [1859] Prosper de Barante, Histoire de Jeanne d'Arc, Paris, Didier et Cie (réimpr. 1865, 1881 et 2019) (1re éd. 1859), 276 p., 19 cm (ISBN 2-3293-5055-4, OCLC 456858112, BNF 30052927, SUDOC 115229132, lire en ligne).
- [1877] Jules Quicherat, « Une relation inédite sur Jeanne d'Arc », Revue historique, t. 4,‎ 1877, p. 327-344 (lire en ligne).
- [1886] Siméon Luce, Jeanne d'Arc à Domremy : recherches critiques sur les origines de la mission de la Pucelle, accompagnées de pièces justificatives, Paris, Honoré Champion, 1886, CCCXIX-416 p., in-8o (présentation en ligne, lire en ligne).
- [1887] Victor Canet, Jeanne d'Arc et sa mission nationale, Lille / Bruges, Desclée de Brouwer (réimpr. 1892 et 1895) (1re éd. 1887), 408 p., 22 cm (OCLC 490819922, BNF 34022127, SUDOC 051102706, présentation en ligne, lire en ligne).
- [1887] Pierre Lanéry d'Arc (1861-1920), Le culte de Jeanne d'Arc au XVe siècle, Orléans, H. Herluison libraire, 1887, 34 p., in-8o (OCLC 457465242, BNF 30733328, SUDOC 092703984, lire en ligne).
- [1890] Père Ayroles, La vraie Jeanne d'Arc, t. 5, Paris, Gaume et Cie (réimpr. 2008) (1re éd. 1890-1902), 754, 564, 696, 577 et 738, 28 cm (ISBN 2-84519-412-9, OCLC 461186924, BNF 34022090, SUDOC 010239472, lire en ligne).

Parutions du XXe siècle :
- [1911] Gabriel Hanotaux, Jeanne d'Arc, Paris, Librairie Hachette / Plon-Nourrit / Ed. du trident (réimpr. 1917, 1929 et 1990) (1re éd. 1911), XIII-421 p., 24 cm (ISBN 2-87690-077-7, OCLC 397160082, BNF 34147213, SUDOC 015795640, présentation en ligne).
- [1930] René Planchenault, « La Chronique de la Pucelle », Bibliothèque de l'École des chartes, Paris, Société de l’École des chartes et Librairie Droz, t. 93,‎ 1932, p. 55-104 (lire en ligne).
- [1946] Joseph Calmette (remplacé en 1967), Jeanne d'Arc, Paris, PUF, coll. « Que sais-je ?, no 211 » (réimpr. 1950) (1re éd. 1946), 136 p., 18 × 12 cm (OCLC 300010584, BNF 31900112, SUDOC 008146012, présentation en ligne, lire en ligne sur Gallica).
- [1953] Régine Pernoud, Vie et mort de Jeanne d'Arc : les témoignages du Procès de réhabilitation 1450-1456, Paris / Évreux, Hachette / le Cercle du bibliophile / Le Livre de Poche (no 1801) / Marabout (réimpr. 1956, 1972 et 1982) (1re éd. 1953), 437 p., 17 cm (ISBN 2-501-00322-5, OCLC 299854772, BNF 35304135, SUDOC 129277592).
- [1959] Régine Pernoud, Jeanne d'Arc, Paris, Éditions du Seuil / Hachette / Arthème Fayard, coll. « Le Temps qui court  (ISSN 0495-0836) no 17 / Pluriel » (réimpr. 1966, 1970, 1971, 1981, 1986, 1992, 1998 et 2011) (1re éd. 1959), 188 p., 18 cm (ISBN 978-2-8185-0074-3, OCLC 396475505, BNF 34666957, SUDOC 007590970, présentation en ligne).
- [1961] Société d'histoire de Chinon, Vienne & Loire, « Numéro spécialement consacré à Jeanne d'Arc », Bulletin - Amis du vieux Chinon, Chinon, Imp. Delaunay-Dehaies, no 6,‎ 1961, p. 1 / 72 (ISSN 2419-929X, BNF 34405881, lire en ligne sur Gallica, consulté le 4 mai 2023).
- [1962] Régine Pernoud, Jeanne d'Arc par elle-même et ses témoins, Paris, Éditions du Seuil / Robert Laffont, coll. « Livre de vie  (ISSN 0458-0893) no 123 » (réimpr. 1971, 1974, 1975 et 1983) (1re éd. 1962), 336 p., 18 cm (ISBN 2-02-028769-2, OCLC 490826726, BNF 33132847, SUDOC 061823791, présentation en ligne).
- [1968] André Bossuat, Jeanne d'Arc, Paris, PUF, coll. « Que sais-je ? » (no 211), 1968, 128 p. (présentation en ligne).
- [1969] Régine Pernoud, La libération d'Orléans : 8 mai 1429, Paris, Gallimard / le Grand livre du mois, coll. « Trente journées qui ont fait la France / Les trésors de la littérature  (ISSN 1251-5264) » (no 9) (réimpr. 1998) (1re éd. 1969), 345 p., 20 cm (ISBN 2-7028-1275-9, OCLC 299914608, BNF 33132848, SUDOC 008144559, présentation en ligne). Réédition : [2006] La libération… (postface Jacques Le Goff), coll. « Les journées qui ont fait la France  (ISSN 1776-6400) », 2006, 304 p., 22 cm (ISBN 2-07-078184-4, OCLC 300401901, BNF 40940137, SUDOC 111012600, présentation en ligne).
- [1970] Régine Pernoud, Jeanne devant les Cauchons : essai, Paris, Éditions du Seuil, 1970, 130 p., 21 cm (OCLC 489569387, BNF 35315049, SUDOC 002072939, présentation en ligne). Suivi d'une lettre d'Yvonne Lanhers (1915-2009) et Édith Thomas (1909-1970).
- [1973] Georges Duby et Andrée Duby, Les Procès de Jeanne d'Arc, Paris, Gallimard, coll. « Archives » (no 50), 1973, 250 p., 18 cm (ISBN 2-07-028894-3, OCLC 397159226, BNF 34560202, SUDOC 000045284, présentation en ligne). Réédition : Folio, coll. « Folio. Histoire », 1995, 313 p.,  (ISBN 2-07-032894-5).
- [1977] Emmanuel Bourassin, Jeanne d'Arc, Paris, Perrin / Charles-Lavauzelle / Cairn, coll. « Destins-Lavauzelle  (ISSN 0763-7101) no 1 » (réimpr. 1984 et 2016) (1re éd. 1977), 349 p., 23 cm (ISBN 2-262-00080-8, OCLC 319732866, BNF 34711711, SUDOC 000617466, présentation en ligne).
- [1980] Jean Favier, La guerre de Cent Ans, Paris, Fayard / Marabout / Le grand livre du mois / Pluriel, coll. « Les Grandes études historiques  (ISSN 1141-8842) » (réimpr. 1985, 1998, 2014 et 2018) (1re éd. 1980), 678 p., 22 cm (ISBN 2-213-00898-1, OCLC 397716815, BNF 34640506, SUDOC 000345660, présentation en ligne).
- [1981] Régine Pernoud (remplace l'ouvrage de 1967), Jeanne d'Arc, Paris, PUF, coll. « Que sais-je ? (ISSN 0768-0066) no 211 », 1981, 127 p., 18 cm (ISBN 2-13-037266-X, OCLC 300375548, BNF 34670810, SUDOC 00046175X, présentation en ligne).
- [1982] Marie-Véronique Clin et Régine Pernoud (dir.) (ill. Véronique Ageorges (1952-)), Jeanne d'Arc, Paris, Fayard / Nathan / Hachette / Le cavalier bleu / Le cavalier bleu, coll. « Pluriel  (ISSN 0296-2063) / Le monde en poche, no 709 » (réimpr. 1983, 1986 et 2003) (1re éd. 1982), 447 p., 18 cm (ISBN 2-01-012796-X, OCLC 490076821, BNF 34713858, SUDOC 012978043, lire en ligne ).
- [1982] Collectif, « Actes du colloque Jeanne d'Arc et le 550e anniversaire du siège de Compiègne, 20 mai - 25 octobre 1430 », Bulletin de la Société historique de Compiègne, Compiègne, vol. 28,‎ 1982 (ISSN 1637-6676, BNF 34364468, lire en ligne sur Gallica, consulté le 5 mai 2023).
- [1993] Gerd Krumeich (trad. de l'allemand par Josie Mély, Marie-Hélène Pateau et Lisette Rosenfeld, préf. Régine Pernoud), Jeanne d'Arc à travers l'histoire [« Jeanne d'Arc in der Geschichte : Historiographie, Politik, Kultur »], Paris, Albin Michel, coll. « Bibliothèque Albin Michel de l'histoire », 1993, 348 p., 23 cm (ISBN 2-226-06651-9, OCLC 299462672, BNF 36668852, SUDOC 00305392X, présentation en ligne). Réédition : [2017] Jeanne d'Arc… (préf. Pierre Nora), Paris, Belin, coll. « Histoire  (ISSN 2270-4922) », 2017, 416 p. (ISBN 978-2-410-00096-2, OCLC 800757463, BNF 45282000, SUDOC 157776824, lire en ligne ).
- [1994] Philippe Contamine, De Jeanne d'Arc aux guerres d'Italie : figures, images et problèmes du XVe siècle, Orléans, Paradigme, coll. « Varia  (ISSN 1251-6015) » (no 16), 1994, 288 p., 21 cm (ISBN 2-86878-109-8, OCLC 416907372, BNF 35704863, SUDOC 003313999, présentation en ligne, lire en ligne sur Gallica ).
- [1995] Régine Pernoud, Réhabilitation de Jeanne d'Arc, reconquête de la France, Monaco / Paris, édition du Rocher / Gallimard / Folio (réimpr. 1997) (1re éd. 1995), 154 p., 21 cm (ISBN 2-268-02089-4, OCLC 465585125, BNF 36158547, SUDOC 004024532, présentation en ligne).
- [1999] Olivier Bouzy, Jeanne d'Arc : mythes et réalités, La Ferté-Saint-Aubin, l'Atelier de l'Archer, 1999, 191 p., 24 cm (ISBN 2-84548-021-0, OCLC 407043009, BNF 37087224, SUDOC 048975001, présentation en ligne).

Parutions du XXIe siècle :
- [2000] Jean Maurice (dir.) et Daniel Couty (dir.), Images de Jeanne d'Arc : actes du colloque de Rouen, 25-26-27 mai 1999, Paris, Presses universitaires de France (PUF), coll. « Études médiévales » (no 1), 2000, VIII-281 p. (ISBN 2-13-049952-X).
- [2004] Colette Beaune, Jeanne d'Arc, Paris, Perrin, 2004, 475 p. (ISBN 2-262-01705-0, présentation en ligne).
- [2005] Françoise Michaud-Fréjaville, Cahiers de recherches médiévales, vol. 12 : Une ville, une destinée : Orléans et Jeanne d'Arc. En hommage à Françoise Michaud-Fréjaville, Orléans / Paris, CEMO / Honoré Champion, 2005 (lire en ligne).
- [2008] Colette Beaune, Jeanne d'Arc. Vérités et légendes, Paris, Perrin, 2008, 234 p. (ISBN 978-2-262-02951-7 et 2-262-02951-2, présentation en ligne).
- [2008] Olivier Bouzy, Jeanne d'Arc, l'histoire à l'endroit !, Tours, CLD éditions, 2008, 284 p. (ISBN 978-2-85443-531-3, présentation en ligne).
- [2010]  (en) Nathalie Rivere de Carles, « Acceptable Amazons ? Female Warriors on the English and French Early Modern Stage », Anglophonia - Femmes, conflits et pouvoir, 2010, Toulouse, Presses Universitaires du Mirail, no 27, p. 203-217  (ISBN 978-2-8107-0091-2)
- [2012]  Magali Delavenne, Danièle Alexandre-Bidon, Olivier Bouzy et Catherine Guyon, Grandir au Moyen Âge : l'enfance de Jeanne d'Arc, catalogue de l'exposition au Centre d'interprétation « Visages de Jehanne » de Domrémy, Éditions du Conseil général des Vosges, 2012, 144 p.
- [2012] Philippe Contamine, Olivier Bouzy et Xavier Hélary, Jeanne d'Arc. Histoire et dictionnaire, Paris, Robert Laffont, coll. « Bouquins », 2012, 1214 p. (ISBN 978-2-221-10929-8).
- [2012] Gerd Krumeich (trad. de l'allemand par Valentine Meunier), Jeanne d'Arc en vérité [« Die Geschichte der Jungfrau von Orleans »], Paris, Tallandier, 2012, 253 p. (ISBN 978-2-84734-856-9).
- [2012] François Neveux (dir.), De l'hérétique à la sainte. Les procès de Jeanne d’Arc revisités : actes du colloque international de Cerisy, 1er-4 octobre 2009, Caen, Presses universitaires de Caen, coll. « Symposia », 2012, 343 p. (ISBN 978-2-84133-421-6, présentation en ligne).
- [2013] Olivier Bouzy, Jeanne d'Arc en son siècle, Paris, Fayard, 2013, 317 p. (ISBN 978-2-213-67205-2, OCLC 829983882, BNF 43515197, SUDOC 167025287, présentation en ligne).
- [2013] Catherine Guyon (dir.) et Magali Delavenne (dir.), De Domrémy... à Tokyo : Jeanne d'Arc et la Lorraine : actes du colloque universitaire international, Domrémy et Vaucouleurs, 24-26 mai 2012, Nancy, Presses Universitaires de Nancy - Éditions universitaires de Lorraine, coll. « Archéologie, espaces, patrimoines », 2013, 408 p. (ISBN 978-2-8143-0154-2, présentation en ligne).
- [2014] Jean-Patrice Boudet (dir.) et Xavier Hélary (dir.), Jeanne d'Arc : histoire et mythes, Rennes, Presses universitaires de Rennes, coll. « Histoire », 2014, 292 p. (ISBN 978-2-7535-3389-9, présentation en ligne).
- [2016]  Jules Michelet, « Jeanne d'Arc », Postface de Claude Foucart, 316 p., 2016, EST-Samuel Tastet Éditeur  (ISBN 978-2-86818-050-6).
- [2020]  Philippe Contamine, Jeanne d'Arc et son époque. Essais sur le XVe siècle français, Cerf, 2020.
- [2020] Valérie Toureille, Jeanne d'Arc, Paris, Perrin / Cairn (réimpr. 2021) (1re éd. 2020), 425 p., 24 cm (ISBN 978-2-262-06394-8, OCLC 1197618054, BNF 46586910, SUDOC 249300761, lire en ligne ).

### Vulgarisations
- [1817] Philippe-Alexandre Le Brun de Charmettes, Histoire de Jeanne d'Arc, surnommée la Pucelle d'Orléans, tirée de ses propres déclarations, de cent quarante-quatre dépositions de témoins oculaires, et des manuscrits de la bibliothèque du Roi et de la Tour de Londres, Paris, Arthus Bertrand, 1817, VI-492 p. (lire en ligne), 4 tomes[6].
- [1860]  Henri Wallon, Jeanne d'Arc, Académie des inscriptions et belles-lettres, 1860, présentation en ligne.
- [1866]  M. de Lescure, Jeanne d'Arc, Paul Ducrocq, 1866, 1873, 1874.
- [1878]  Frédéric Godefroy, La Mission de Jeanne d'Arc, Paris, Philippe Reichel, 1878[7].
- [1892]  Marius Sepet , Jeanne d'Arc, Tours, Mame, 1892, lire en ligne, présentation en ligne.
- [1895]  V. Canet ,Jeanne d'Arc et sa mission nationale, Lille-Paris, Société Saint-Augustin, Desclée, De Brouwer et Cie,1895.
- [1907]  Henri Debout, Sainte Jeanne d'Arc, nouvelle vie populaire illustrée, Paris, Maison de la bonne presse, 1907.
- [1908]  Anatole France, Vie de Jeanne d'Arc, 1908, réédition chez Calmann-Lévy, 1929[8].
- [1910]  Léon Denis, Jeanne d'Arc médium, Paris, Librairie des Sciences Psychiques, 1910.
- [1948]  Lucien Fabre, Jeanne d'Arc, Paris, Tallandier, 1948[9].
- [1964]  André-Marie Gerard, Jeanne la mal jugée, Bloud et Gay, 1964.
- [1970]  Henri Guillemin, Jeanne dite Jeanne d'Arc, Gallimard, 1970.
- [1976]  Edward Lucie-Smith, Jeanne d'Arc, 1976, (Librairie académique Perrin, 1981).
- [1982]  P. Rocolle, Un prisonnier de guerre nommé Jeanne d'Arc, Paris, 1982.
- [1991]  Antoine Argoud, Les Deux Missions de Jeanne d'Arc, 2e édition, Éditions Résiac, 1991.
- [1991]  Daniel Bensaïd, Jeanne de guerre lasse, Collection Au vif du sujet, Éditions Gallimard, 1991.
- [1994]  Georges Bordonove, Jeanne d'Arc et la Guerre de Cent Ans, Pygmalion/Gérard Watelet, 1994, coll. « Les Grandes Heures de l'Histoire de France ».
- [1999]  Dominique Goy-Blanquet, Jeanne d’Arc en garde à vue, Essai, Paris, Le Cri, 1999,  (ISBN 2-87106-240-4)
- [2003]  Pierre-Gilles Girault, Jeanne d'Arc, Paris, éditions Gisserot, 2003.
- [2005]  René Bastien et Colombe Puhl, Jeanne d'Arc, illustrations de Sylvia Chieu, Metz : Éd. Serpenoise, 2005. 31 pp., 30 cm.  (ISBN 2-87692-659-8) (ouvrage pour la jeunesse)
- [2007]  Olivier Hanne, Jeanne d'Arc, le glaive et l'étendard, Paris, Édition Giovanangeli, 2007.
- [2011]  Jérôme Estrada de Tourniel,  Jeanne d'Arc, une vie, un mythe, des énigmes, L'Est Républicain, 2011, 120 p..
- [2012]  Christian Borromée, Qui était vraiment Jehanne la pucelle ?, Ed. Apopsix, 440 p., 2012,  (ISBN 978-2-35979-052-8)
- [2012]  Alain Hartog, Jeanne d'Arc, éd. Coraire, 2012.
- [2012]  Pauline de Préval, Jeanne d'Arc, la sainteté casquée, éd. Points, collection Points Sagesses, 170 p., 2012.  (ISBN 978-2-7578-2621-8)
- [2012]  Louis-Hubert Remy et Marie-Christine Remy, La vraie mission de Sainte Jeanne d'Arc, éd. Les Amis du Christ Roi de France, 400 p., 2012.  (ISBN 978-2-954188-00-3)
- [2014]  Philippe de Villiers, Le roman de Jeanne d'Arc, Albin Michel, 2014,  (ISBN 2-22631-234-X)
- [2015]  François Sarindar-Fontaine, Jeanne d'Arc une mission inachevée, éd. L'Harmattan, collection Chemins de la Mémoire, série XVe siècle, 317 p., 2015.  (ISBN 978-2-343-05900-6)
- [2016]  Rouen en BD Tome 2, de Rougemare à Jeanne d'Arc, Éditions Petit à Petit, 2016.
- [2016] Jacques Trémolet de Villers, Jeanne d'Arc : Le procès de Rouen (21 février-30 mai 1431), Texte intégral du procès avec commentaires, Paris, Les Belles Lettres, 2016, 315 p. (ISBN 978-2-251-44561-8).
- [2017] Pascal-Raphaël Ambrogi et Dominique Le Tourneau, Dictionnaire encyclopédique de Jeanne d'Arc, Paris/Perpignan, Desclée De Brouwer, coll. « DDB.Encyclo », 2017, 2016 p. (ISBN 978-2-220-08605-7).

### Mythographes «survivo-bâtardisants»
- [1968]  Maurice David-Darnac, Le dossier de Jehanne, Jean-Jacques Pauvert, 1968.
- [1972]  Étienne Weill-Raynal, Le double secret de Jeanne la pucelle révélé par les documents de l'époque, le Pavillon, Paris, 1972.
- [1983]  Pierre de Sermoise, Jeanne d'Arc et la mandragore, Éditions du Rocher, 1983,  (ISBN 2-268-00232-2).
- [1999]  Roger Caratini, Jeanne d'Arc. De Domrémy à Orléans et du bûcher à la légende, Paris, L'Archipel, décembre 1999,  (ISBN 2-84187-173-8)
- [2007]  Roger Senzig et Marcel Gay, L'affaire Jeanne d'Arc, édition Florent Massot, 2007.
- [2008]  Franck Ferrand, L'Histoire interdite, révélations sur l'histoire de France, éditions Tallandier, 2008.

## Jeanne d'Arc chef de guerre
Analyse de son action militaire :
- [1889]  Capitaine Paul Marin, Jeanne d’Arc, tacticien et stratégiste, 4 vol. (1889-1890) ;
- [1898]  Général Mikhaïl Dragomirov, Les Étapes de Jeanne d’Arc (1898) ;
- [1930]  Général Félix Lemoine, Jeanne d'Arc, chef de guerre, Paris, 1930 (Lemoine était professeur de stratégie à l'École de guerre) ;
- [1961]  Lieutenant-colonel Pierre de Lancesseur, Jeanne d'Arc, chef de guerre. Le génie militaire et politique de Jeanne d'Arc. Campagne de France 1429-1430, Paris, Nouvelles Éditions Debresse, 1961 ;

Opinion de ses contemporains :
- [2005]  Françoise Michaud-Fréjaville, « Jeanne d’Arc, dux, chef de guerre. Les points de vue des traités en faveur de la Pucelle », in Cahiers de recherches médiévales, no 12 spécial : « Une ville, une destinée : Orléans et Jeanne d'Arc. En hommage à Françoise Michaud-Fréjaville », 2005, p. 189-197, [lire en ligne].

## Les fausses Jeanne d'Arc
En allemand
- [1911]  (de) Hans Georg Prutz Die Falsche Jungfrau von Orléans 1436-57 de, Munich, 48 p., 1911.

En français
- [1871]  Victor Palmé, Une fausse Jeanne d'Arc de Albert Lecoy de La Marche, Paris, Librairie de , 23 p. (extrait de la Revue des questions historiques, tome 10, p. 262-282). [lire en ligne], 1871.
- [1895] Germain Lefèvre-Pontalis, « La Fausse Jeanne d'Arc : à propos du récit de M. Gaston Save », Le Moyen Âge. Bulletin mensuel d'histoire et de philologie, Paris, Librairie Émile Bouillon Éditeur,‎ mai 1895, p. 97-112 (lire en ligne) et juin 1895, p. 121-136, [lire en ligne].
- [1963] Jacques Choux, « Robert des Armoises, sire de Tichémont », Annales de l'Est, 5e série, no 2 (15e année),‎ 1963, p. 99-147.
- [1978] Alain Atten, « Jeanne-Claude des Armoises : de la Meuse au Rhin. La trame possible d'une intrigue », Bulletin trimestriel de l'Institut archéologique du Luxembourg, nos 3-4,‎ 1978, p. 35-88.
- [1988] Pierre Marot, Hommage à Pierre Marot, membre de l'Institut, directeur honoraire de l'École nationale des chartes : à l'occasion de sa promotion au grade de Commandeur de la Légion d'Honneur, Paris, École des Chartes, 1988, 217 p. (ISBN 2-900791-00-6), « La genèse d'un roman : Pierre Caze, inventeur de la « bâtardise » de Jeanne d'Arc, fille du duc Louis d'Orléans et d'Isabeau de Bavière », p. 33-70.
- [1991]  Philippe Contamine, « Fausses Jeanne d'Arc », Lexicon des Mittelalters, tome 5, p. 345 , 1991.
- [2008] Olivier Bouzy, « Le livre de Marcel Gay, l'affaire Jeanne d'Arc », Bulletin de l'association des amis du Centre Jeanne d'Arc, no 28,‎ 2008, p. 17-41.
- [2012] Pierre-Gilles Girault, « Les procès de Jeanne-Claude des Armoises », dans François Neveux (dir.), De l'hérétique à la sainte. Les procès de Jeanne d'Arc revisités : actes du colloque international de Cerisy, 1er-4 octobre 2009, Caen, Presses universitaires de Caen, coll. « Symposia », 2012, 343 p. (ISBN 978-2-84133-421-6, présentation en ligne, lire en ligne), p. 197-210.
- [2013] Pierre-Gilles Girault, « La Dame des Armoises, ou la fausse Jeanne d’Arc : une affaire lorraine (1436-2012) », dans Catherine Guyon et Magali Delavenne (dir.), De Domrémy… à Tokyo : Jeanne d'Arc et la Lorraine : actes du colloque universitaire international, Domrémy et Vaucouleurs, 24-26 mai 2012, Nancy, Presses Universitaires de Nancy - Éditions universitaires de Lorraine, coll. « Archéologie, espaces, patrimoines », 2013, 408 p. (ISBN 978-2-8143-0154-2, présentation en ligne).

## Religion et spiritualité
- [1881]  Siméon Luce, Jeanne d'Arc et les ordres mendiants, Paris, 1881.
- [1882]  Siméon Luce, Jeanne d'Arc et le culte de saint Michel, Paris, 1882.
- [1894]  M.-D. Chapotin, Jeanne d'Arc et les dominicains, Paris, 1894.
- [1894]  Th. Cochard, La Cause de Jeanne d'Arc, Orléans, 1894[10]
- [1894]  P.-H. Dunand, La Sainteté de Jeanne d'Arc, Paris, 1894.
- [1896]  H. Chassagnon, Les Voix de Jeanne d'Arc, Lyon, 1896.
- [1909]  H. de Barenton, Jeanne d'Arc franciscaine, Paris, 1909.
- [1910]  Léon Denis, Jeanne d'Arc Médium, 1910 (lire en ligne  [pdf, doc, odt, epub])
- [1911]  P.-H. Dunand, les Visions et apparitions de Jeanne d'Arc, Toulouse, 1911.
- [1934]  Georges Bernanos, Jeanne d'Arc relapse et sainte, Paris, Plon, 1934.
- [1947]  Paul Doncoeur, La Chevauchée de Jeanne d'Arc , 3e édition, 1947.
- [1961]  Jean Guitton, Problème et mystère de Jeanne d'Arc, Paris, 1961.
- [1964]  Étienne Delaruelle, La Spiritualité de Jeanne d'Arc, Toulouse, 1964.
- [2020]  Guy Barrey (préf. Luc Crepy), Marie dans la mission de Jeanne d'Arc, Via Romana, 2020, 292 p.
- [2021]  Hugues Moreau, Dans le jardin de mon Père : Jeanne d'Arc mystique et théologienne, éd. Saint-Léger, 2021, 188 p.
- [2022]  Jacques Olivier (préf. Mgr Marc Aillet), Le prophétisme politique et ecclésial de Jeanne d'Arc, Paris, Le Cerf, 2022, 808 p.  (ISBN 9782204138550).